# Atletica leggera ai Giochi della XXVII Olimpiade - Getto del peso femminile
Il getto del peso ha fatto parte del programma di atletica leggera femminile ai Giochi della XXVII Olimpiade. La competizione si è svolta il 28 settembre 2000 allo Stadio Olimpico di Sydney.

## Presenze ed assenze delle campionesse in carica
| Competizione         | Atleta             | Prestazione | Sydney 2000  |
| -------------------- | ------------------ | ----------- | ------------ |
| Olimpiadi 1996       | Astrid Kumbernuss  | 20,56 m     | Presente     |
| Commonwealth 1998    | Judy Oakes         | 18,83 m     | Presente     |
| Goodwill Games 1998  | Irina Korzhanenko  | 19,94 m     | Non selez.   |
| Europei 1998         | Vita Pavlyš        | 21,69 m     | Squalificata |
| Coppa del mondo 1998 | Vita Pavlyš        | 20,59 m     | Squalificata |
| Asiatici 1998        | Li Meisu           | 18,96 m     | Assente      |
| Panamericani 1999    | Connie Price-Smith | 19,06 m     | Presente     |
| Mondiali 1999        | Astrid Kumbernuss  | 19,85 m     | Presente     |
|                      |                    |             |              |
| Mondiali junior 1996 | Song Feina         | 16,58 m     | Assente      |

## La gara
Qualificazioni: la migliore prova è di Janina Karol'čyk con 19,36.
Finale: dopo un primo turno interlocutorio, al secondo turno Larisa Pelešenko lancia a 19,92.
Tocca alle avversarie: la Kumbernuss, 19,38 al primo lancio, invece di migliorare fa tre lanci peggiori.
La gara prosegue senza sussulti finché all'ultimo turno la Kumbernuss lancia a 19,62 ed agguanta il secondo posto. Ma dura soltanto pochi minuti: Janina Karol'čyk guasta le feste ad entrambe: è capace di gettare la palla di ferro a 20,56 (l'unico lancio oltre i 20 metri della gara), misura che le vale l'oro.
Svetlana Krivelëva, olimpionica nel 1992, non va oltre 19,37 metri (al quinto lancio) e si deve accontentare del quarto posto.

## Risultati

### Qualificazioni
Accedono alla finale le atlete che ottengono la misura di 18,50 metri o le prime 12 migliori misure. Sette atlete ottengono la misura richiesta. Ad esse vengono aggiunti i 5 migliori lanci.

### Finale
Stadio Olimpico, giovedì 28 settembre, ore 20:30.

Le migliori 8 classificate dopo i primi tre lanci accedono ai tre lanci di finale.
| Pos     | Atleta                         | Paese       | 1ª prova | 2ª prova | 3ª prova | 4ª prova | 5ª prova | 6ª prova | Misura  | Note                                     |
| ------- | ------------------------------ | ----------- | -------- | -------- | -------- | -------- | -------- | -------- | ------- | ---------------------------------------- |
| Oro     | Janina Karol'čyk-Pravalinskaja | Bielorussia | 19,43 m  | x        | 18,76 m  | 19,11 m  | x        | 20,56 m  | 20,56 m | Record nazionale                         |
| Argento | Larisa Pelešenko               | Russia      | 19,16 m  | 19,92 m  | 19,79 m  | x        | x        | 19,60 m  | 19,92 m |                                          |
| Bronzo  | Astrid Kumbernuss              | Germania    | 19,38 m  | 19,24 m  | 18,73 m  | 18,76 m  | 18,89 m  | 19,62 m  | 19,62 m |                                          |
| 4       | Svetlana Krivelëva             | Russia      | 18,84 m  | 18,60 m  | 19,04 m  | 19,12 m  | 19,37 m  | 19,36 m  | 19,37 m |                                          |
| 5       | Krystyna Zabawska              | Polonia     | 18,61 m  | 17,93 m  | 19,18 m  | 18,39 m  | x        | 17,16 m  | 19,18 m | Miglior prestazione personale stagionale |
| 6       | Yumileidi Cumbá                | Cuba        | 18,33 m  | 18,30 m  | 18,70 m  | x        | x        | x        | 18,70 m |                                          |
| 7       | Kalliopī Ouzounī               | Grecia      | 18,45 m  | x        | 18,63 m  | 18,34 m  | x        | 17,09 m  | 18,63 m | Record nazionale                         |
| 8       | Nadine Kleinert                | Germania    | x        | 18,49 m  | 18,33 m  | x        | x        | x        | 18,49 m |                                          |
| 9       | Lieja Koeman                   | Paesi Bassi | x        | 17,56 m  | 17,96 m  |          |          |          | 17,96 m |                                          |
| 10      | Ol'ga Rjabinkina               | Russia      | 17,33 m  | 17,85 m  | 17,66 m  |          |          |          | 17,85 m |                                          |
| 11      | Cheng Xiaoyan                  | Cina        | 17,30 m  | 17,85 m  | x        |          |          |          | 17,85 m |                                          |
| 12      | Valentyna Fedjušyna            | Austria     | 16,70 m  | 17,14 m  | 16,75 m  |          |          |          | 17,14 m |                                          |

Legenda:
- X = Lancio nullo;
- RO = Record olimpico;
- RN = Record nazionale;
- RP = Record personale.